# Singapore Challenger 1994
Il Singapore Challenger 1994 è stato un torneo di tennis facente parte della categoria ATP Challenger Series nell'ambito dell'ATP Challenger Series 1994. Il torneo si è giocato a Singapore in Singapore dal 19 al 25 settembre 1994 su campi in cemento.

## Vincitori

### Singolare
Tommy Ho ha battuto in finale  Chris Wilkinson con il punteggio di 6–3, 6–4

### Doppio
Brian Devening /  Sander Groen hanno battuto in finale  Leonardo Lavalle /  Danilo Marcelino con il punteggio di 6–2, 7–6